# Cynomorium szkarłatne

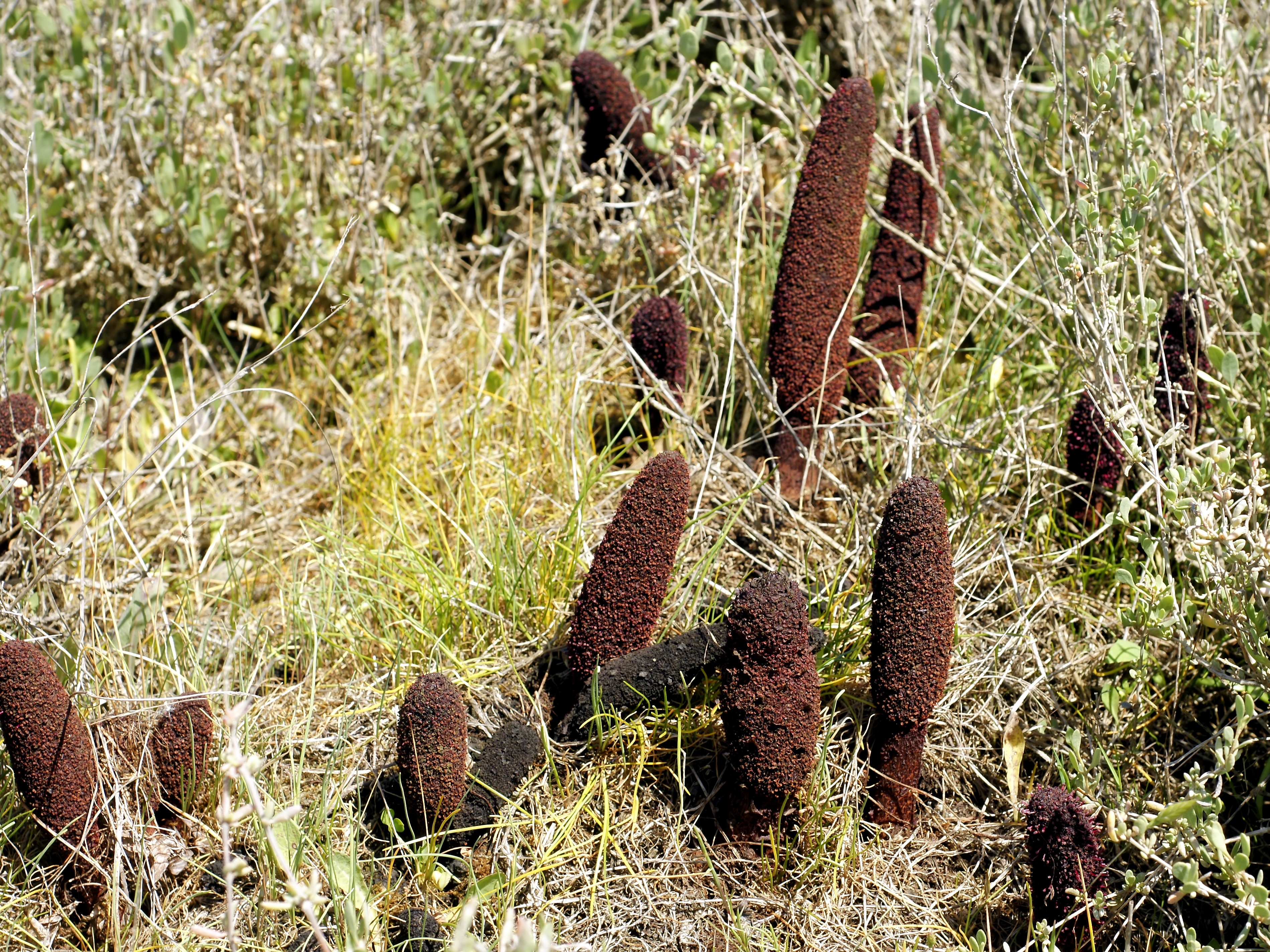

Cynomorium szkarłatne (Cynomorium coccineum) – gatunek pasożytniczej byliny występującej na suchych terenach, także na pustyniach i półpustyniach od wysp Kanaryjskich, poprzez wybrzeża Morza Śródziemnego po Azję południowo-zachodnią (Afganistan, Iran). 

## Morfologia
Rośliny są bezzieleniowymi pasożytami korzeniowymi. Nad powierzchnię ziemi wystawiają tylko maczugowate, ciemnoczerwone kwiatostany wyrastające na mięsistych trzonach okrytych łuskowatymi, skrętoległymi liśćmi. Kwiaty są drobne i mają prostą budowę, przy czym w kwiatostanie obserwowano wymieszane zarówno kwiaty męskie, żeńskie jak i obupłciowe. Okwiat składa się z 4 do 6 (rzadziej z 1 do 8) wąskich listków. Pręcik, jeśli występuje to pojedynczo. Zalążnia jest dolna, niepodzielona na komory z pojedynczym zalążkiem. Słupek prosty, pojedynczy, w kwiatach męskich zredukowany jest do miodnika. Owocem jest orzeszek.
Pod ziemią znajdują się kłącza rosnące poziomo. Poprzez korzenie boczne łączy się ono z korzeniami żywiciela. Korzenie wnikają do wnętrza rośliny żywicielskiej podłączając się do jej wiązek przewodzących. W miejscu połączenia po kilkuletnim okresie wzrostu rozwijają się zawiązki pędów kwiatonośnych. 

## Biologia i ekologia
Cynomorium szkarłatne spotykane w obszarze śródziemnomorskim i na Bliskim Wschodzie pasożytuje na różnych gatunkach roślin, w tym na mirtach (Myrtus), tamaryszkach (Tamarix), pistacjach (Pistacia), zatrwianach (Limonium), wiechlinowatych, astrowatych i szarłatowatych (głównie komosach (Chenopodium), na janowcach.  

## Zastosowanie
Cynomorium szkarłatne zwane w języku arabskim "tarthuth" zbierane było przez Arabów i Beduinów na terenach pustynnych Afryki północnej i Bliskiego Wschodu od tysięcy lat. Młode pędy kwiatowe były spożywane, a ze starszych sporządzano napary stosowane przy leczeniu kolki i choroby wrzodowej. Pędy były też suszone i stosowane jako przyprawa do potraw mięsnych. Zastosowania leczniczego tej rośliny nauczyli się od Arabów szpitalnicy z Jerozolimy i praktykowali jej stosowanie po utracie Palestyny przez krzyżowców i przeniesieniu się na Maltę. Tu cynomorium rosło na Grzybiej Skale (Fungus Rock) i stało się pilnie strzeżonym skarbem szpitalników. Za kradzież rośliny groziło uwięzienie lub los niewolnika na galerach. Roślina stała się słynna jako „grzybek maltański” (Fungus melitansis) i była szeroko stosowana przy leczeniu udarów, chorób wenerycznych, nadciśnienia krwi, przy wymiotach, nieregularnej miesiączki, także jako środek antykoncepcyjny i pasta do zębów. Szerokie zastosowanie rośliny wynikało z nauki o sygnaturach – ponieważ przypominała narządy i krew ludzką odpowiednio do tego stosowano ją w lecznictwie.
Współczesne badania potwierdziły aktywność biologiczną wyciągów z tych roślin. Cynomorium szkarłatne wpływa na działanie przysadki i wydzielanie gonadotropin. W efekcie stwierdzono wpływ na rozwój jąder i najądrzy u szczurów.
Niezależnie od wąskiego zakresu oddziaływań potwierdzonych naukowo, cynamorium jest często oferowanym preparatem ziołowym zalecanym przez sprzedawców do leczenia impotencji oraz schorzeń nerek i jelit.

## Zagrożenia i ochrona
Ze względu na biologię tych roślin, praktycznie nic nie wiadomo o możliwościach ich uprawy. W efekcie rośliny stosowane do produkcji preparatów leczniczych pozyskiwane są z natury. Powoduje to coraz rzadsze występowanie tych roślin, lokalnie stało się przyczyną ich wymarcia.

## Cynomorium szkarłatne i Biblia
Gatunek ten nie został w Biblii wymieniony z nazwy, jednak według większości badaczy roślin biblijnych jest on rozwiązaniem problemu tkwiącego w cytacie z Księgi Hioba (30,4). W Biblii Tysiąclecia przetłumaczono go tak: „Żywią się malwą i liśćmi krzewów. Chlebem ich – korzeń jałowca”. Tłumaczenie to jest błędne, użyte w oryginale hebrajskim słowo rotem oznacza janowiec. Jego korzeń jest jednak niejadalny, podobnie jak, dodatkowo trujący, korzeń jałowca. Jednakże pasożytujący na korzeniach janowców Cynonomorium coccineum jest jadalny i połączony z nimi grubym pędem. Według badaczy roślin biblijnych ta roślina kryje się pod biblijnym określeniem „korzenie janowca”.